# Energia biofotovoltaica
La energía biofotovoltaica es la energía generada a través del proceso de la fotosíntesis de ciertos organismos vivos, normalmente musgos y algas, transformando la energía que reciben de la luz en energía eléctrica.
Los dispositivos biofotovoltaicos son un tipo de sistema electroquímico biológico, o celda de combustible microbiana, y a veces también se denominan celdas de combustible foto-microbiana o "celdas solares vivas". En un sistema biofotovoltaico, los electrones generados por la fotólisis del agua se transfieren a un ánodo. Se produce una reacción de potencial relativamente alto en el cátodo, y la diferencia de potencial resultante conduce la corriente a través de un circuito externo para realizar un trabajo útil. 
Se espera que el uso de un organismo vivo (que sea capaz de autoensamblarse y repararse) como material de recolección de luz, haga que la energía fotovoltaica biológica sea una alternativa rentable a las tecnologías sintéticas de transducción de energía de luz como la energía fotovoltaica tradicional a base de silicio.